# Jörg Seyer
Jörg Seyer (* 1964 in Ost-Berlin) ist ein deutscher Schauspieler und Hörspielsprecher.

## Leben
Jörg Seyer wurde 1964 in Berlin geboren und besuchte von 1985 bis 1989 die Hochschule für Schauspielkunst „Ernst Busch“ in seiner Geburtsstadt, an der er von 2011 bis 2013 auch als Dozent tätig war. Sein erstes Engagement erhielt er am Theater der Freundschaft in Berlin, dem längere Beschäftigungen  in Potsdam (wo er im Jahr 2004 seine erste Inszenierung realisierte), Karlsruhe und am Theater Orchester Biel Solothurn in der Schweiz folgten. Mehrfach stand er für Fernseh- und Filmproduktionen vor der Kamera und wirkte in einigen Hörspielen als Sprecher.

## Filmografie
- 1982: Der Staatsanwalt hat das Wort: Gefährliche Freundschaft (Fernsehreihe)
- 2005: Willenbrock
- 2005: Wolffs Revier (Fernsehserie, 1 Episode)
- 2017: Tatort: Amour Fou (Fernsehreihe)
- 2018: Großstadtrevier (Fernsehserie, 1 Episode)
- 2018: Ku’damm 59 (Fernseh-Dreiteiler)
- 2019: Donna Leon – Ewige Jugend (Fernsehreihe)
- 2019: SOKO Wismar (Fernsehserie, 1 Episode)
- 2021: Wir Kinder vom Bahnhof Zoo (Fernsehserie, 1 Episode)
- 2023: Der Zeuge

## Theater

### Schauspieler
- 1989: Ljudmila Rasumowskaja: Erpressung (Wolodja) – Regie: Carl-Hermann Risse (Theater der Freundschaft Berlin)
- 1990: Bertolt Brecht/Kurt Weill: Die Dreigroschenoper – Regie: Christoph Schroth/Peter Kleinert (Theaterhaus Stuttgart)
- 1990: Helma Fehrmann/Jürgen Flügge/Holger Franke: Was heißt hier Liebe? – Regie: Tilmann Gersch (Theater der Freundschaft Berlin)
- 1991: Sławomir Mrożek: Striptease (Erster Herr) – Regie: Andre Hiller (Berliner Arbeiter-Theater)
- 1991: Friedrich Dürrenmatt: Herkules und der Stall des Augias (Polybios) – Regie: Ulrich Voß (Theater der Freundschaft)
- 1992: Horst Hawemann: Immer schön tiger (Schakka Makka) – Regie: Horst Hawemann (Theater der Freundschaft)
- 1992: Sophokles: Antigone (Haimon) – Regie: Sewan Latchinian (carrousel Theater an der Parkaue, Berlin)
- 1993: John Osborne: Blick zurück im Zorn (Jimmy) – Regie: Oliver Bülchmann (Berliner Arbeiter-Theater)
- 1993: Brüder Grimm: Rotkäppchen (Fuchs) – Regie: Peter Schroth (carrousel Theater an der Parkaue, Berlin)
- 1994: Peter Bichsel: Kindergeschichten – Regie: Marcelo Diaz (carrousel Theater an der Parkaue, Berlin)
- 1995: Wolfgang Borchert: Draußen vor der Tür – Regie: Manuel Schöbel (carrousel Theater an der Parkaue, Berlin)
- 1995: Georg Büchner: Woyzeck – Regie: Peter Dehler (Mecklenburgisches Staatstheater Schwerin)
- 1997: Edmond Rostand: Cyrano de Bergerac – Regie: Stephan Märki (Hans Otto Theater Potsdam)
- 1999: Stephen Sinclair/Anthony McCarten: Ladies Night – Regie: Ilja Richter (Hans Otto Theater Potsdam)
- 2000: Anthony Burgess:  A Clockwork Orange  – Regie: Sascha Hawemann (Hans Otto Theater Potsdam)
- 2000: William Shakespeare: Hamlet (Polonius) – Regie: Wera Herzberg (Hans Otto Theater Potsdam)
- 2001: Heinrich Mann: Der Untertan – Regie: Sascha Hawemann (Hans Otto Theater Potsdam)
- 2002: Johann Wolfgang von Goethe: Urfaust – Regie: Günther Gerstner (Hans Otto Theater Potsdam)
- 2002: Richard O’Brien: The Rocky Horror Show (Erzähler) – Regie: Philippe Besson (Hans Otto Theater Potsdam)
- 2003: Ken Kesey: Einer flog über das Kuckucksnest – Regie: Jessica Steinke (Hans Otto Theater Potsdam)
- 2004: Friedrich Dürrenmatt: Abendstunde im Spätherbst (Korbes) – Regie: Isabel Stahl (Hans Otto Theater Potsdam)
- 2007: Elias Canetti: Hochzeit – Regie: Thomas Schulte-Michels (Badisches Staatstheater Karlsruhe)
- 2007: Aristophane: Die Vögel – Regie: Thomas Schulte-Michels (Badisches Staatstheater Karlsruhe)
- 2008: Nikolai Gogol: Der Revisor – Regie: Thomas Schulte-Michels (Badisches Staatstheater Karlsruhe)
- 2008: Eugène Labiche: Die Affäre Rue de Lourcine – Regie: Robin Telfer (Badisches Staatstheater Karlsruhe)
- 2009: Johanna Kaptain: Lohnarbeit und Liebeslied – Regie: Angelika Zacek (Badisches Staatstheater Karlsruhe)
- 2009: George Packer: Verraten – Regie: Johannes Lepper (Badisches Staatstheater Karlsruhe)
- 2011: Daniel Gurnhofer: Krauses Erzählungen  – Regie: Sascha Hawemann (Deutsches Theater Berlin)
- 2011: Charles Way nach William Shakespeare: Eye of the Storm (Mirandas Vater) – Regie: Andreas Rehschuh (Hans Otto Theater Potsdam)
- 2012: Pedro Calderón de la Barca: Das Leben ein Traum – Regie: Robert Schuster (Theater Bremen)
- 2012: William Shakespeare: Hamlet (Rosencrantz) – Regie: Johannes Lepper (Kammerspiele Bad Godesberg)
- 2014: Nach Gerhart Hauptmann: Roter Hahn im Biberpelz (Schuster Fielitz) – Regie: Philippe Besson (Komödie am Kurfürstendamm)
- 2016: Carlo Goldoni: Der Impressario von Smirna (Ali) – Regie: Knut Weber (Stadttheater Ingolstadt)
- 2016: Heinrich von Kleist: Der zerbrochne Krug (Dorfrichter Adam) – Regie: Wolfram Scheller (Lehnschulzenhofbühne Viesen)
- 2017: Fritz Hochwälder: Das heilige Experiment (Don Miguel Villano) – Regie: Katharina Rupp (Theater Orchester Biel Solothurn, Schweiz)
- 2017: Ferdinand von Schierach: Terror (Verteidiger) – Regie: Katharina Rupp (Theater Orchester Biel Solothurn, Schweiz)
- 2018: Roger Vitrac: Victor oder die Kinder an der Macht (Charles Paumelle, Victors Vater) – Regie: Katharina Rupp (Theater Orchester Biel Solothurn, Schweiz)
- 2019: Michael Frayn: Demokratie – Regie: Hartmut Uhlemann (Ernst-Deutsch-Theater Hamburg)
- 2019: Neil Simon: The Sonny Boys (Al) – Regie: Dominik von Gunten (Theater Orchester Biel Solothurn, Schweiz)
- 2023: Alexis Michalik: Vorhang auf für Cyrano – Regie: Christopher Tölle (Komödie Winterhuder Fährhaus)

### Regisseur
- 2004: Ulrich Plenzdorf: Die neuen Leiden des jungen W. (Hans Otto Theater Potsdam)

## Hörspiele
- 1991: Gabriele Bigott: Winnie und Ludwig – Regie: Barbara Plensat (Kinderhörspiel – Funkhaus Berlin)
- 1991: Mirjana Buljan: Der siebente Bruder (Bruder 5) – Regie: Barbara Plensat (Hörspiel – Funkhaus Berlin/ORF)
- 1991: Holger Teschke: Der Schatzhüter im Burgwall – Regie: Gerda Zschiedrich (Hörspiel – Funkhaus Berlin)

## Auszeichnungen
- 1989: Goethe-Preis der Stadt Berlin im Kollektiv für das Stück Erpressung im Theater der Freundschaft Berlin[2]
- 1989: Kritikerpreis der Berliner Zeitung für die Darstellung des Wolodja in Erpressung[3]